# Vene fibulare
În anatomia umană, venele fibulare (cunoscute și sub numele de vene peroneale) sunt venele însoțitoare (venele comitante) ale arterei fibulare.  

## Anatomia
Venele fibulare sunt vene profunde ale membrului inferior ce drenează sângele din compartimentul lateral al piciorului. Acestea se varsă în venele tibiale posterioare, care la rândul lor se varsă în vena poplitee. Venele fibulare însoțesc artera fibulară.

## Imagini suplimentare

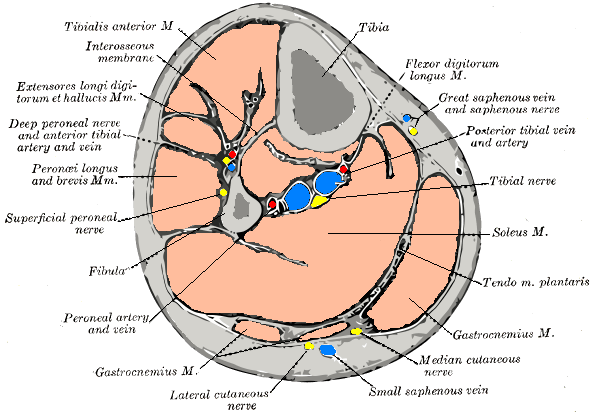
Secțiune transversală prin mijlocul piciorului.
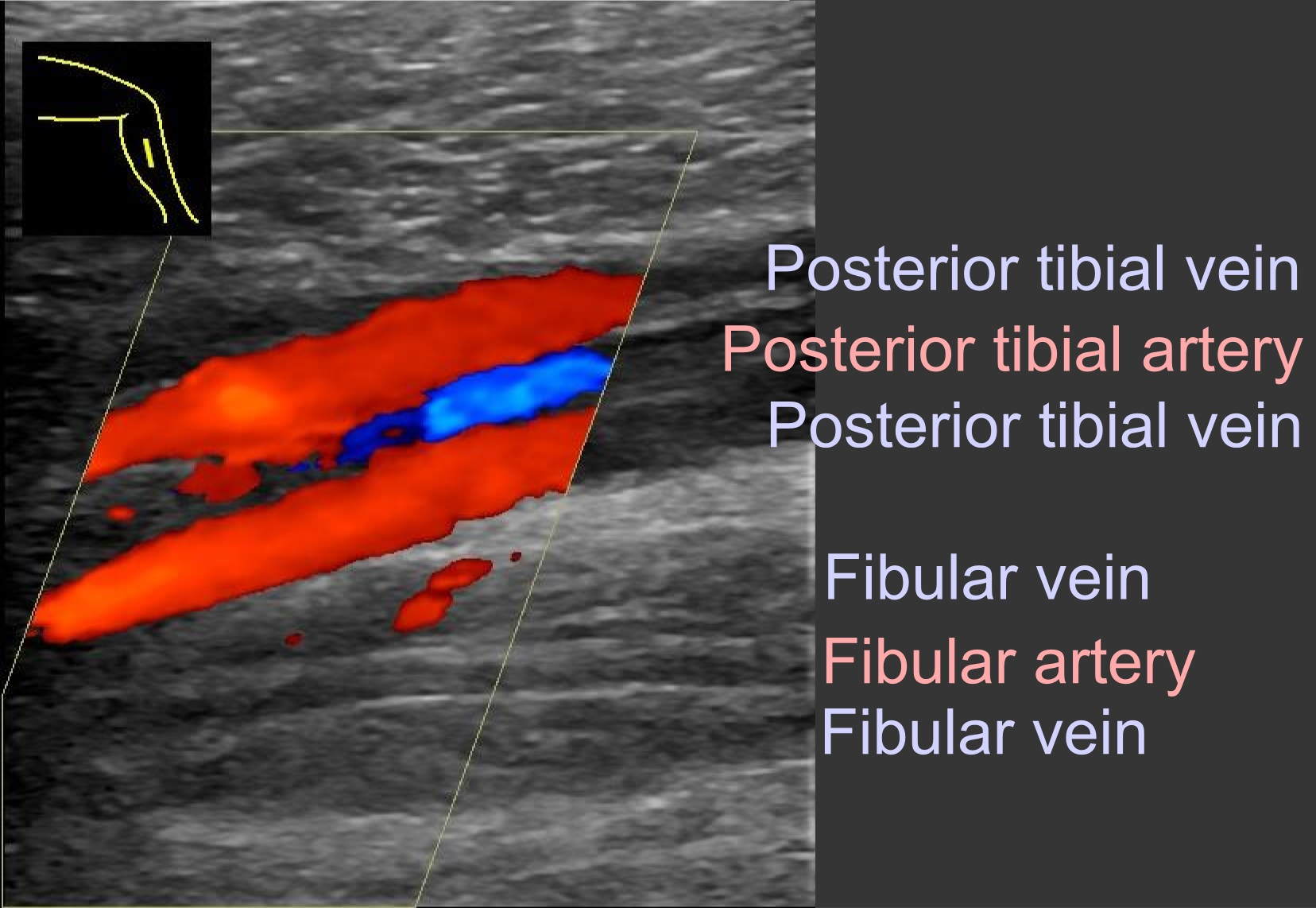
Planul coronar (observat din partea medială a piciorului inferior) ultrasonografie a trombozei venoase profunde a venelor fibulare, văzută ca un conținut hiperecogen și doar flux sanguin marginal.